# Echeveria subalpina
Echeveria subalpina är en fetbladsväxtart som beskrevs av Joseph Nelson Rose och Purpus. Echeveria subalpina ingår i släktet Echeveria och familjen fetbladsväxter. Inga underarter finns listade i Catalogue of Life.

## Bildgalleri

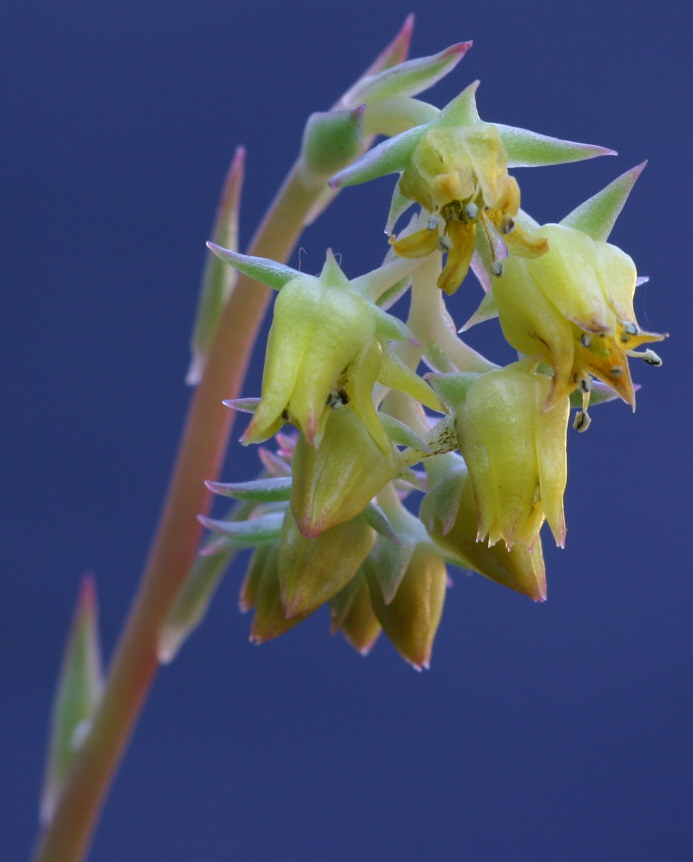